# Muralhas de Nuremberga

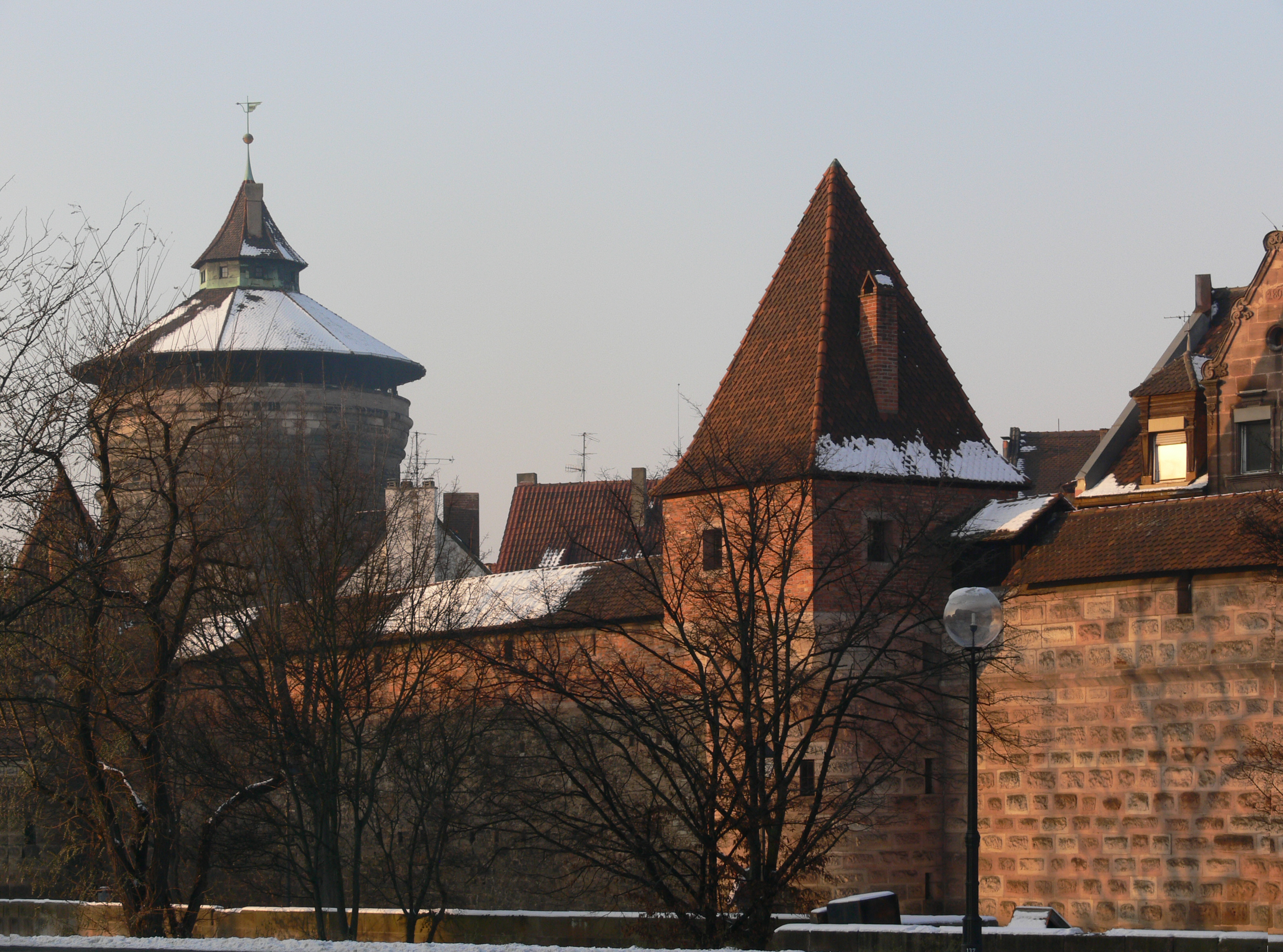
Fortificações da cidade de de Nuremberga, seção "Frauentormauer".

As ‎‎muralhas de Nuremberga são o mecanismo ‎‎defensivo medieval‎‎ em torno da antiga cidade de ‎‎Nuremberga,‎‎ ‎‎Alemanha.‎‎ A construção começou no século XII e terminou oficialmente no século XVI. Eles mediram 5 quilômetros (com cerca de 4 quilômetros ainda em pé) ao redor da cidade velha. O ‎‎Castelo de Nuremberga,‎‎ junto com a muralha da cidade, deve ser um dos mais consideráveis sistemas defensivos medievais da Europa.

## Nos tempos modernos
Durante a ‎‎Segunda Guerra Mundial,‎‎ as fortificações da cidade foram severamente danificadas por ataques aéreos. Em 3 de outubro de 1944, por exemplo, o Fronveste no Pegnitz foi gravemente atingido em um ataque diurno.